# انگلیسی نو
انگلیسی نو (به انگلیسی: New English مخفف NE) گونه ای از زبان انگلیسی است که با وقوع دگرگونی بزرگ واکه‌ها، از اواخر سده چهاردهم آغاز شد و در ۱۵۵۰ میلادی به فرجام رسید، از انگلیسی میانه متمایز گردید. انگلیسی نو از حدود ۱۵۰۰ میلادی تا کنون در بریتانیا و کشورهای دیگری که قبلاً مستعمره امپراتوری  بریتانیا بوده‌اند، رواج دارد و در مواردی زبان رسمی می‌باشد.

## تاریخچه

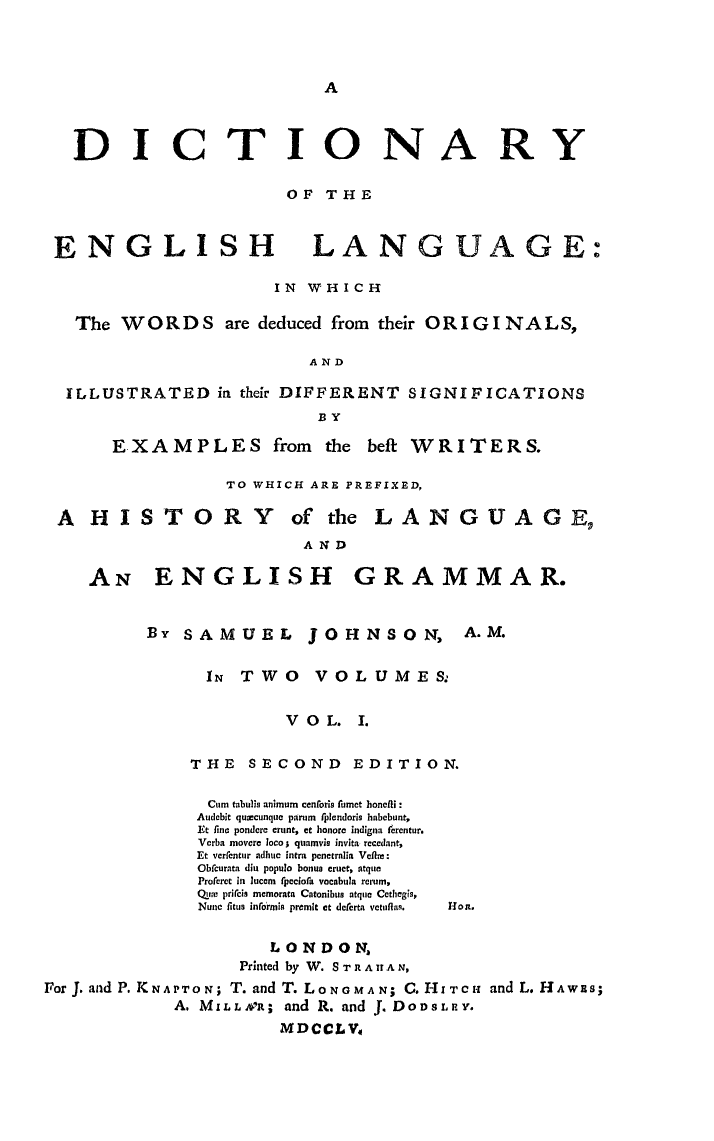
صفحه عنوان دیکشنری انگلیسی ویرایش دوم از ساموئل جانسون در سال ۱۷۵۵ میلادی

معمولاً تاریخ زبان انگلیسی را به سه دوره تقسیم می‌کنند:
- انگلیسی باستان از قرن هفتم تا حدود ۱۱۰۰ م
- انگلیسی میانه از ۱۱۰۰ تا ۱۴۵۰ یا ۱۵۰۰
- انگلیسی نو از ۱۵۰۰ تا امروز

این گونه از زبان انگلیسی نخست به عنوان انگلیسی نو نخستین از دوره تودور تا حکومت موقت انگلستان و بازگردانی پادشاهی انگلستان، یعنی از اوائل سده شانزدهم تا اواخر سده هفدهم میلادی، شناخته می‌شود. آثار شاخص ابتدای این دوره مرگ آرتور (Le Morte d'Arthur) (1485) و نمایشنامه تراژدی گوربوداک (The Tragedie of Gorboduc) (1561) می‌باشد و آثار متأخر این دوره انجیل شاه جیمز (۱۶۰۴) و نمایشنامه‌های ویلیام شکسپیر می‌باشد. این آثار همچنان از حیث دستور زبانی و واژگانی اثر زیادی بر انگلیسی امروزی دارد و به‌خصوص موارد متأخر آن تا حد زیادی برای انگلیسی‌زبانان قابل درک هستند.
طبق دانشنامه اتنولوگ یک میلیارد نفر زبان انگلیسی جدید را به عنوان زبان اول یا دوم خود صحبت می‌کنند. بزرگ‌ترین شمار انگلیسی‌زبانان در کشورهای ایالات متحده آمریکا، بریتانیا، کانادا، استرالیا، نیوزیلند و ایرلند زندگی می‌کنند. شمار زیاد انگلیسی‌زبانان به همراه حضور بین‌المللی این زبان، آن را به یک زبان میانجی عمومی در جهان تبدیل کرده‌است. زبان انگلیسی جدید به لهجههای متعددی تکلم می‌شود که برخی از مهم‌ترین آن عبارتند از: انگلیسی آمریکایی، انگلیسی بریتانیایی، انگلیسی استرالیایی، انگلیسی کانادایی، انگلیسی ایرلندی، انگلیسی کارائیبی، انگلیسی هندی، انگلیسی پاکستانی، انگلیسی نیجریه ای، انگلیسی نیوزیلندی، انگلیسی فلیپینی، انگلیسی سنگاپوری و انگلیسی آفریقای جنوبی.

### در سده بیستم

#### ایران
در ایران قاجاری، زبان انگلیسی و فرانسوی زبان‌های محبوب و مورد توجه است. در سال‌های گذشته به دلایل فراوانی شیوه و ساختار خط لاتین برای زبان فارسی با عنوان لاتین‌نویسی فارسی یا فینگلیش (فارسی + English) پیشنهاد شده‌است. اولین بیان‌کنندهٔ این ایده میرزا فتحعلی آخوندزاده بود که در صدر مشروطیت رساله‌ای نیز در این راستا نوشت، اما مورد استقبال قرار نگرفت. در خاطرات محمدعلی فروغی نوشته شده: ناصرالدین شاه یکروز وارد کلاس زبان انگلیسی پیش جمعی از رجال شد. آموزگار دانش‌آموزی را به خواندن کتاب انگلیسی فراخواند. به مهربانی کتاب را گرفت و خود مشغول خواندن شد و از دانش آموز می‌پرسید: «معنی‌اش چیست؟» ناصرالدین‌شاه قدری فرانسه خوانده بود، اما انگلیسی نمی‌دانست و خط انگلیسی را به قیاس خط فرانسه می‌خواند و کسانی که این دو زبان را آموخته‌اند می‌دانند که خط‌شان یکی است، اما از جهت تلفظ به کلی متباین‌اند. پس شاه البته جمیع کلمات را غلط خواند. معنی را هم که نمی‌دانست و می‌پرسید. اما هنوز یک سطر تمام نکرده بود که خنده از رجال بلند شد. کج شدند، راست شدند، پیچ و خم خوردند، غش و ضعف کردند.
یکی گفت: «سحر می‌کنید»، دیگری گفت: «معجزه دارید»، دیگری گفت: «شما کی انگلیسی خواندید که ما خبردار نشدیم؟» شاه گفت: «اگر ما مجال داشتیم انگلیسی هم می‌توانستیم بیاموزیم.» یکی از رجال گفت: «شما که می‌دانید، چه حاجت به آموختن دارید؟» باز شاه گفت: «معلوم می‌شود کسی که فرانسه می‌داند انگلیسی هم می‌تواند بخواند.» نیرالملک [رئیس مدرسه] گفت: «خیر قربان، من فرانسه می‌دانم، اما یک کلمه انگلیسی نمی‌توانم بخوانم.» مختصر، کمدی عجیبی بود و من مبهوت مانده بودم. بعدها دانستم این تملق‌گویی‌ها در جنب مجالس دیگر چاپلوسی باز باالنسبه آبرومند بود.
زبان انگلیسی در ایران ابتدا در دوران پهلوی مورد توجه قرار گرفت. محمدرضا شاه به عنوان پادشاه ایران؛ به زبان انگلیسی نیز مسلط بود. محمدرضا شاه چندین مصاحبه و گفت‌وگو با دیوید فراست، مارگارت تاچر، جان اف. کندی و جیمی کارتر به زبان انگلیسی داشته‌است. در موافقتنامه حمل و نقل هوایی بین دولت شاهنشاهی ایران و دولت اتحاد جماهیر شوروی سوسیالیستی بخشنامه‌های بین‌المللی هواپیمایی باید به زبان روسی و انگلیسی یا فقط به زبان انگلیسی ارسال می‌شد.
شورای فرهنگی بریتانیا در تهران نهادی نیمه دولتی زیر نظر شورای فرهنگی بریتانیا فعالیت خود را از سال ۱۹۴۲ م در تهران واقع در باغ قلهک شروع کرد. فعالیت این نهاد در ایران تا انقلاب سال ۱۳۵۷ ایران ادامه داشت. کشور ایران در طول سال‌های پس از انقلاب با پذیرفتن اهمیت دانش زبان انگلیسی در توسعه، آموزش زبان دوم را از سنین پایه در مدارس آغاز کرده‌است و هم‌اکنون از مقطع متوسطه اول تا پایان تحصیلات دانشگاهی زبان انگلیسی در کلاس‌ها تدریس می‌شود. در آموزش پرورش جمهوری اسلامی ایران، زبان انگلیسی نیز در برنامه‌های درسی دانش‌آموزان و دانشجویان قرار گرفته‌است. زبان عربی از دبستان با نام هدیه آسمان، مطالعات دینی و قرآن، نسبت به انگلیسی بسیار بیشتر مورد توجه حکومت جمهوری اسلامی ایران بوده‌است اما تعداد کلاس‌های زبان انگلیسی و محبوبیت آن در ایران بیشتر از زبان عربی است. همواره آمریکاستیزی در پس از انقلاب ۵۷ موجب شده تا فعالیت‌های مبنی بر آموزش هر زبان دیگری غیراز انگلیسی بدون توجه به گستردگی این زبان صورت بگیرد. معصومه ابتکار پس‌از گروگان‌گیری در سفارت ایالات متحده با بهره‌گیری از سیاست زبان پیام‌های جمهوری اسلامی ایران را در سطح بین‌الملل به زبان انگلیسی ارائه کرد. محمد خاتمی در مورد یازده سپتامبر و محمد بهشتی در فرودگاه مهرآباد سخنرانی‌های انگلیسی ایراد کردند. محمود احمدی‌نژاد با جمله وان دقیقه و تعجب وی از ترجمه نشدن قرآن برای لوئیس ایناسیو نقدهایی را از سوی جامعه آموزگاران و استادهای زبان دریافت کرد. شورای فرهنگی بریتانیا در تهران پس از انقلاب ۵۷ دوباره موفق شد کار خود را از سال ۲۰۰۱ از سر گیرد. اما دوباره توسط احمدی‌نژاد از ابتدای سال ۲۰۰۹ با فشار دولت ایران متوقف شد.

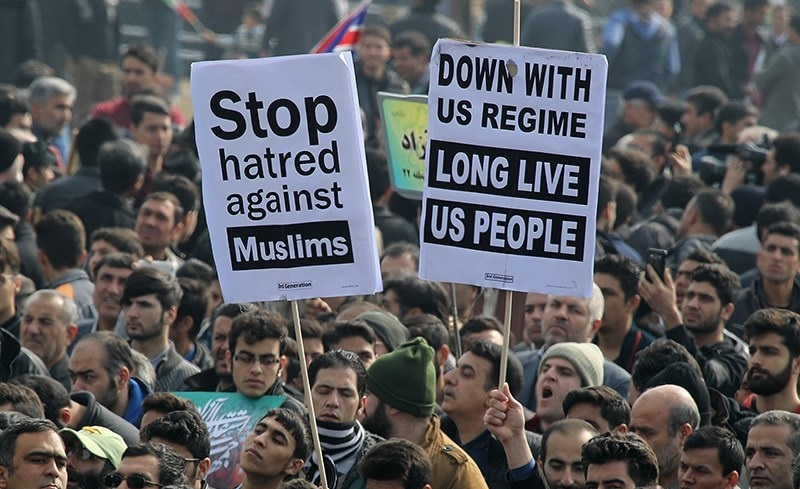
سالگرد انقلاب در سال ۹۶ هدف از نمایش متون انگلیسی، ارسال آن پیام‌ها به جوامع بین‌المللی است.

حسن روحانی در دانشگاه گلاسکو کالدونیان تحصیل کرده‌است اما به انگلیسی تسلط ندارد و پیام کوتاهی در شبکه سی‌ان‌ان، به مردم ایالات متحده بیان کرد. آذری جهرمی و مجتبی رضاخاه با روخوانی انگلیسی خود باعث نقدهایی در فضای مجازی شدند. علی خامنه‌ای رهبر جمهوری اسلامی: «اصرار بر ترویج زبان انگلیسی یک کار ناسالم است. امروز کسانی که به زبان اسپانیولی حرف می‌زنند کمتراز کسانی که به زبان انگلیسی می‌زنند نیستند. در کشورهای دیگر جلوی نفوذ و دخالت و توسعهٔ زبان بیگانه را می‌گیرند. من نمی‌گویم که فردا برویم زبان انگلیسی را در مدارس تعطیل کنیم؛ نه، حرف من این است که بدانیم چه‌کار داریم می‌کنیم؛ بدانیم طرف می‌خواهد چگونه نسلی در این کشور پرورش بیابد؛ به‌طور مثال می‌گویم؛ بنده حالا مروّج [زبان] اسپانیا نیستم که بخواهم برای آنها کار بکنم، امّا مثال دارم می‌زنم. چرا زبان فرانسه یا زبان آلمانی تعلیم داده نمی‌شود؟ زبانهای کشورهای پیشرفتهٔ شرقی هم زبان بیگانه است، اینها هم زبان علم است. ۹۵/۲/۱۳» این درحالی است که فهرست زبان‌ها بر پایه مجموع تعداد سخنوران و بیشترین زبان‌های رسمی اینگونه نشان نمی‌دهند. مهدی نوروزی ادعا دارد که معلم زبان انگلیسی علی خامنه‌ای بوده‌است و خامنه‌ای نیز تاحدودی به زبان انگلیسی مسلط است.
در میان هنرمندان در ایران، تسلط به انگلیسی میان هنرمندان زمانی خود را نشان می‌دهد که این افراد در برنامه زنده، همایش‌ها و مجالس بین‌المللی مجبور می‌شوند که چند جمله‌ای به زبان انگلیسی صحبت کنند. نوید محمدزاده بازیگر مطرح صدا و سینما، در جشنواره فیلم آسیا پاسیفیک حاضر شد و با انگلیسی حرف زدن خود، مخاطب‌ها را به خنده واداشت و در خواست مترجم کرد. وی اشاره کرد که آبرو را کسی تعریف نمی‌کند و انگلیسی حرف نزدن یک بازیگر در جشنواره بین‌المللی امری معمولی است. در کلاه قرمزی مجموعهٔ تلویزیونی و سینمایی مخصوص کودکان؛ شخصیت بَبَعی کودکی باهوش است که به زبان انگلیسی مسلط است و در بسیاری از مواقع به انگلیسی صحبت می‌کند. محمد بحرانی، صداپیشه ببعی؛ بیان کرده‌است که: «خود من بعد از صداپیشگی ببعی تصمیم گرفتم زبان انگلیسی خود را جدی‌تر پیگیری کنم.» پیام انگلیسی غافلگیرکننده محمدعلی خداجو بخشدار کومله شهرستان لنگرود در مقابل درخواست پیرمرد نمازگزار کومله‌ای به دونالد ترامپ باعث به وجد آمدن نمازگزاران شد.
میزان بهره‌وری انگلیسی‌در مقابل میزان نیاز دانش‌آموزان یکسان نبوده‌است. خبرهایی از کمیسیون فرهنگی جمهوری اسلامی منتشر شده‌است که زبان بین‌المللی انگلیسی یک مشکل فرهنگی-اسلامی است و باید از مدارس دولتی ایران حذف شوند و آموزش زبان باید توسط کلاس‌های زبان باشد. این در حالی است که کشورهای عقب‌تر از ایران از نظر علمی و اقتصادی، مهارت گفتاری و نوشتاری زبان انگلیسی توسعه یافته تر دارند و در آموزش این زبان به پیشرفت دست یافته‌اند. با پیشرفت فناوری هنوز هم توان مردم ایرانی را به آن حد نرسانده که برای پیشرفت در کار و زندگی بتوانند از مهارت گفتاری و نوشتاری زبان انگلیسی بهره گیرند.
در جمهوری اسلامی، دروس دوره ابتدایی با هدف کلی ایجاد، تقویت و تثبیت هویت ایرانی و اسلامی تنظیم می‌شوند و آموزش زبان فارسی و عربی در این دوره اهمیت بسیاری دارد. درمقابل تدریس زبان انگلیسی در مدارس دولتی ابتدایی در ایران ممنوع است. سوسن قهرمانی در نطق خود در محضر خامنه‌ای بیان کرد که «انگلیسی زبان یک کشور ابرقدرت است که با قدرت‌نمایی خود می‌گوید زبان من نیز قوی است و همه باید از آن استفاده کنند. متون این دروس به گونه‌ای طراحی شده‌است که به جوان امروزی القا کند که آنها برترند و اگر کسی می‌خواهد پیشرفت کند باید از فرهنگ آنها تبعیت کند.»
آموزش زبان انگلیسی در جمهوری اسلامی، همراه با مباحث اسلام بوده‌است. در ایران کتاب اِیت (به انگلیسی: Eight) برای آموزش زبان انگلیسی همراه با مبارزه با فرهنگ غرب و ترویج فرهنگ ایرانی-اسلامی انتشار می‌یابد. تحقیقات نشان داده‌است که فضای مجازی در تقابل با فرهنگ سازی محدود می‌شود که کاربران آن اشتیاق به فرهنگ آمریکایی دارند. فارسی‌زبانانی که در سفارتخانه‌های مختلف و شرکت‌های خارجی مشغول به کار هستند، ایرانیانی که همسر غیرایرانی دارند، دانشجویان خارجی و دانشجویان رشته زبان دانشگاه‌های ایران همگی مخاطبینی هستند که به انگلیسی حرف می‌زنند.

#### افغانستان

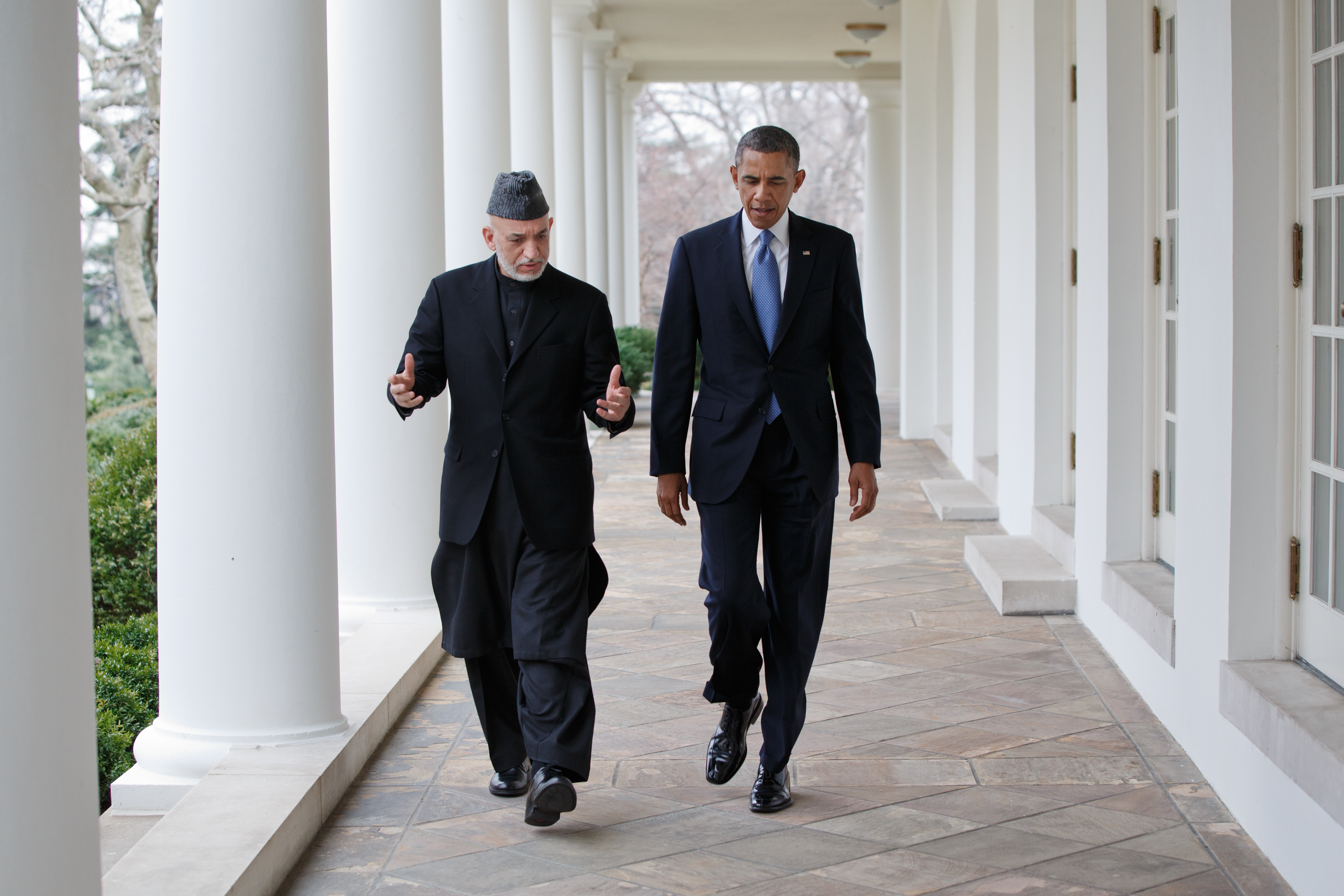
حامد کرزی، رئیس‌جمهور پیشین افغانستان درحال گفت‌وگو با باراک اوباما، رئیس‌جمهور پیشین ایالات متحده

در افغانستان ظرفیت کافی برای فراگیری زبان انگلیسی در مجموع در سطوح آموزشی وجود ندارد. این امر توانایی این کشور را در زمینهٔ بازسازی، مشارکت با جامعهٔ جهانی و سهیم‌شدن در بازار کار را کاهش داده‌است. دانش آموزان در افغانستان از چهارم دبستان تا دوازدهم دبیرستان زبان انگلیسی را جزو برنامه‌های درسی می‌خوانند اما با این وجود پیشرفت دانش‌آموزان در این زمینه بسیار ناچیز و اندک است. در افغانستان ادعاهایی همچون قدرت بیشتر دری و پشتو نسبت انگلیسی و نادیده گرفته شدن زبان ملی و اقلیت‌های زبانی بگوش می‌رسد. همچنین ملی‌گرایی و اسلام‌گرایی در افغان‌ها سبب شده تا انگلیسی با تردید مورد تصدیق قرار گیرد.
کرزی و کابینه وزرا در مصوبه جدید گفته بودند که زبان فارسی منابع علمی مورد نیاز را ندارد و به همین جهت باید از زبان انگلیسی به عنوان مرجع زبان علمی در کشور استفاده کنیم. در این سال‌ها زبان انگلیسی زبان کار مردم بوده و علاوه بر این کلاس‌های متعدد و گسترده برای آموزش این زبان در شهرهای مختلف شروع به فعالیت کرده‌اند. همین امر سبب شده‌است تا واژگان بیگانه در خلال زبان فارسی رسوخ کند. در افغانستان فرهنگستانی هم وجود ندارد که بخواهد زبان را از این واژگان پالایش کند و تعابیر بومی را جایگزین آنها کند.

#### پاکستان
اردو به عنوان یک درس اجباری تا دبیرستان در هر دو سامانه دبیرستان‌های انگلیسی و اردو تدریس می‌شود و همچنین انگلیسی پاکستانی زبان دوم کشور پاکستان است.

#### آسیای شرقی

شرکت پتروشیمی چین با نشان‌واره‌ای به متن انگلیسی و چینی برای این که نام شرکت آن توسط بیشتر افراد قابل خواندن باشد.

در چین به دلیل محبوبیت زبان انگلیسی، دانشجویان، دانش آموزان، کارکنان شرکت‌های خدماتی از جمله هتل‌ها، خطوط هوایی، دفاتر پستی و بانک‌ها از این زبان بین‌المللی استفاده می‌کنند. به دلیل سختی یادگیری زبان چینی (مانداریان) دانشگاه‌های چینی برای جذب دانشجویان بین‌المللی، بسیاری از دوره‌های خود را به زبان انگلیسی برگزار می‌کند که با موفقیت توانسته‌است دانشجویان بین‌المللی زیادی را از سراسر جهان به خود جلب کند. در حال حاضر تحصیل در چین به زبان انگلیسی و زبان چینی امکان‌پذیر می‌باشد و هر سال تعداد زیادی از برنامه‌های تحصیلی به زبان انگلیسی ارائه می‌شود. چین یک کشور ایدئال برای آموزگاران زبان انگلیسی است چرا که سالانه حدود ۳۰۰ میلیون زبان آموز با درآمد مناسب دارد و همچنین به جذب آموزگاران زبان از کشورهای خارجی علاقه‌مند است. معلمان برای تدریس زبان انگلیسی در چین، می‌بایست در یکی از رشته‌های مرتبط دارای مدرک لیسانس و مدرک تفل (TEFL) داشته باشند.
در ژاپن بر اساس برخی از واژه‌های کانجی، الفبایی به نام کاتاکانا به وجود آمد که برای نوشتن واژه‌ها وارد شده به ژاپنی از انگلیسی و دیگر زبان‌ها استفاده می‌شود.
در ویتنام پس از پایان جنگ آمریکا در ویتنام و یکپارچگی مجدد این کشور فرانسوی جای خود را به انگلیسی داد.
همچنین اندونزیایی تحت تأثیر زبان‌های بسیاری به ویژه هلندی و انگلیسی است.

#### کشورهای مشترک المنافع

وضعیت قانونی انگلیسی در ایالت‌ها و قلمروهای هند

زبان انگلیسی هندی در کنار زبان هندی، زبان رسمی دولت هند است. استفاده از زبان انگلیسی برای مدت پانزده سال پس از آغاز این قانون اساسی، برای تمام اهداف رسمی اتحادیه که برای آن پیش از شروع چنین کاری استفاده می‌شد، ادامه دارد: به شرطی که رئیس‌جمهور بتواند در طی مدت یاد شده، حکم اجازه استفاده از زبان هندی علاوه بر انگلیسی و فرم عددی دیواناگری علاوه بر فرم بین‌المللی اعداد هندی را برای هر یک از اهداف رسمی اتحادیه صادر کند. مقاومت گسترده در برابر تحمیل زبان هندی به غیربومیان، به ویژه در جنوب هند (مانند موارد موجود در تامیل نادو) منجر به تصویب قانون زبان‌های رسمی ۱۹۶۳ شد که استفاده از انگلیسی به‌طور نامحدود برای همه اهداف رسمی را مجاز می‌دانست. فارسی پیش از آنکه هندوستان مستعمره انگلستان شود، دومین زبان رسمی این کشور (در دوره گورکانیان زبان رسمی) و زبان فرهنگی و علمی به‌شمار می‌رفت. اما پس از استعمار، انگلیسی‌ها در سال ۱۸۳۲ میلادی با اجبار زبان انگلیسی را جایگزین زبان فارسی کردند.

#### کشورهای پساشوروی
زبان روسی امروزه شاهد هجوم وام‌واژگان انگلیسی شده‌است و امروزه دانشگاه‌های بسیاری در روسیه ساخته شده‌اند که به دانشجویان این فرصت را می‌دهد تا به زبان انگلیسی تحصیل داشته باشند. انگلیسی در حقیقت در فهرست زبان‌های رایج در روسیه پس از روسی در جایگاه دوم قرار دارد.از این رو تحصیل به زبان انگلیسی در روسیه و تحصیل دوره‌های زبان انگلیسی در این کشور بسیار رایج است. بیش از ۵۰۰ دانشگاه در این کشور وجود دارد. زبان انگلیسی رایج‌ترین زبان تحصیل در این کشور پس از روسی است. اگرچه زبان روسی زبان رسمی این کشور است، بسیاری از برنامه‌های تحصیلی در مقاطع لیسانس، فوق لیسانس و دکترا به زبان انگلیسی ارائه می‌شود. یک مؤسسه ویژه برای همه کسانی است که می‌خواهند مهارت‌های زبان انگلیسی خود را در کشور روسیه و نه در دیگر کشورها بهبود بخشند. در روسیه افکار کمونیستی تا حدودی پابرجا است و افرادی نیز هستند که تمایل به یادگیری زبان انگلیسی ندارند. همچنین کسانی که بعد از انحلال اتحاد جماهیر شوروی متولد شدند؛ ترجیح می‌دهند که با شهروندان کشورهای همسایه روسیه؛ نه به روسی بلکه به زبان انگلیسی صحبت کنند. دولت کوبا در ادامه سیاست جذب گردشگران جوانان را به یادگیری زبان انگلیسی تشویق می‌کند. این درحالی است که در دوران جنگ سرد تمایل بیشتر به یادگیری زبان روسی بود تا زبان انگلیسی.
انگلیسی در لیتوانی جایگزین روسی به عنوان زبان میانجی شده‌است و حدود ۸۰٪ از جوانان به انگلیسی به عنوان زبان خارجه نخست صحبت می‌کنند.
نورسلطان نظربایف، رئیس‌جمهور قزاقستان بر ضرورت آموزش گسترده زبان انگلیسی دراین کشور تأکید کرد. وی در نشست اتحادیه اقوام قزاقستان در «آستانه»، از مسوولان این کشور خواست طی دو ماه آینده در مورد ایجاد برنامه اختصاصی آموزش زبان انگلیسی در مدارس، دانشگاه‌ها و انستیتوهای کشور برنامه خود را ارائه دهند. تصریح کرد: من در گذشته هم گفته بودم که نسل جوان قزاقستان باید به سه زبانِ انگلیسی، قزاقی و روسی مسلط باشد. وی افزود: بدون فراگیری عمیق زبان انگلیسی نمی‌توان در جهان معاصر رقابت کرد.

#### جهان عرب
در روایت‌ها آمده‌است که محمد پیامبر اسلام، به زید بن ثابت امر گفته‌است که زبان یهودیان را بیاموزد تا میانجی مورد اعتمادی برای ترجمه سخنان یهودیان و مکاتبات آنها باشد. مسلمانان نیز زبان انگلیسی را به عنوان زبان میانجی می‌پذیرند. هر بخشی از جهان عرب، گویش محلی ویژه خود را دارد که گاه تفاوت‌های میان آن‌ها به اندازه‌ای است که عرب‌ها مجبور به سخن‌وری به عربی کتابی یا انگلیسی یا زبان واسط دیگری با هم می‌شوند. همچنین اصلی‌ترین زبان رسمی سازمان همکاری اسلامی، زبان انگلیسی است. امروزه درمیان کشورهای جهان عرب، تقاضای آموزش زبان انگلیسی گسترش یافته‌است. سودان، قطر و بحرین جزو کشورهای عرب انگلیسی زبان هستند.

#### لبنان
در لبنان که در گذشته تحت قیومیت فرانسه قرار داشته عربی تنها زبان رسمی است اما در قوانین این کشور قوانینی پیش‌بینی شده که از فرانسوی در برخی موارد استفاده شود. بسیاری از لبنانی‌ها فرانسوی را به عنوان زبان دوم خود فرا می‌گیرند و این زبان در کنار عربی و انگلیسی در مدارس تدریس می‌شود. بر روی اسکناس‌ها، تابلوهای راهنمایی و رانندگی و همچنین پلاک‌های ماشین‌ها نیز در کنار عربی از فرانسوی هم استفاده می‌شود.
امروز حدود ۴۰ درصد از لبنانی‌ها می‌توانند این زبان را به عنوان زبان خارجی صحبت کنند. درصد فراگیری انگلیسی هم ۴۰ درصد است اما استفاده از انگلیسی در رسانه‌ها و مشاغل رو به افزایش است. ۹۰۰٬۰۰۰ محصل در لبنان وجود دارد که قریب به ۵۰۰٬۰۰۰ نفر از آن‌ها در مدارس فرانسوی زبان که ریاضی و علوم در آن‌ها به فرانسه تدریس می‌شوند درس می‌خوانند. درصد فراگیری آموزش فرانسه بسته به نقاط مختلف این کشور متفاوت است. یک سوم دانش آموزانی که در مدارس فرانسوی زبان درس خوانده‌اند برای آموزش عالی به مدارس انگلیسی زبان می‌روند. انگلیسی زبان تجارت و ارتباطات است درحالی که فرانسوی بر جایگاه اجتماعی فرد تأثیر گذار است.

#### قطر

استیت آو قطر (State of Qatar) استفاده از فانت انگلیسی

زبان دوم کشور قطر انگلیسی تصویب شده‌است. شبکه عربی و انگلیسی الجزیره متعلق به دولت قطر، در صحنه رسانه‌های جهانی به این کشور جایگاه ویژه‌ای داده‌است. تحصیل در قطر در بعضی رشته‌ها به زبان انگلیسی ارائه می‌شود به همین خاطر داشتن مدرک معتبر زبان، یکی از شرایط اخذ پذیرش از دانشگاه‌های این کشور می‌باشد.

#### بحرین
بحرین از ابتدای استقلال بحرین، بریتانیا رابطه خوبی با بحرین داشته و آن را مورد حمایت قرار داده‌است. امروز زبان دوم بحرین زبان انگلیسی است.

#### قاره آفریقا

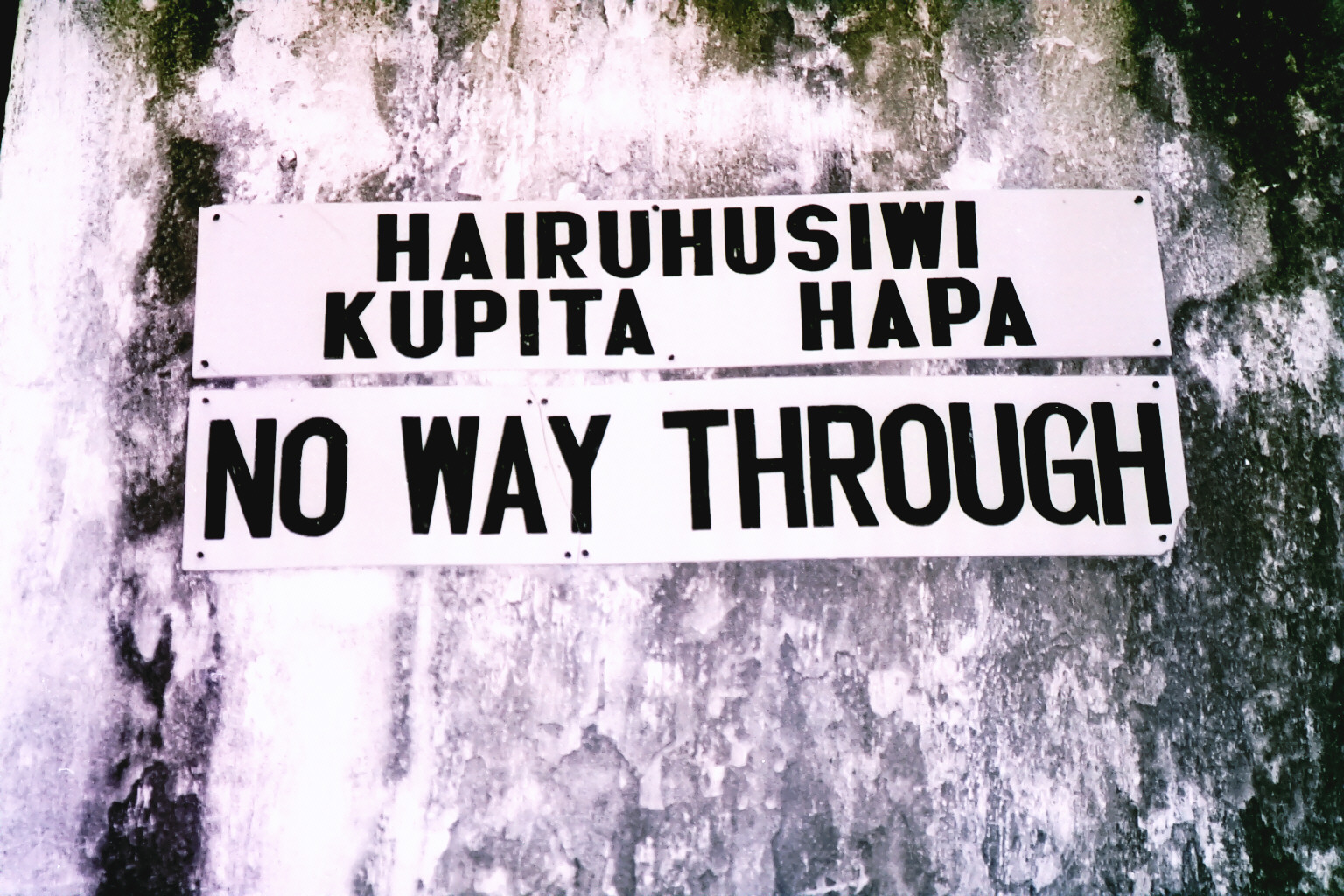
تابلویی به سواحلی و انگلیسی در زنگبار

آلمانی، در کنار انگلیسی و آفریکانس، در نامیبیا از سال ۱۹۸۴ تا استقلال آن از آفریقای جنوبی در سال ۱۹۹۰، زبان رسمی بود. در این دوره، دولت نامیبیا آفریکانس و آلمانی را به عنوان نمادهای آپارتاید و استعمار تصور می‌کرد و تصمیم گرفت انگلیسی را به عنوان تنها زبان رسمی معرفی کند چرا که انگلیسی زبانی «خنثی» بود و در آن زمان در نامیبیا در عمل هیچ انگلیسی‌زبان بومی وجود نداشت.
شنگ مخلوطی از انگلیسی و سواحلی است که در کنیا و بخش‌هایی از اوگاندا سخن گفته می‌شود. امپراتوری بریتانیا پس از استعمار کنیا تصمیم به آموزش زبان انگلیسی و سواحلی لاتین گرفت که امروزه زبان انگلیسی زبان رسمی کشور کنیا است. همچنین پرجمعیت‌ترین کشور آفریقا نیجریه است که بیش از ۵۰۰ نوع زبان متفاوت در نیجریه به کار برده می‌شود هر چند زبان انگلیسی زبان رسمی این کشور است.

#### قاره اروپا

زبان انگلیسی در اتحادیه اروپا

زبان انگلیسی در اتحادیه اروپا تنها زبان رسمی کشور ایرلند است و به عنوان زبان خارجه در کشورهای اسکاندیناوی، هلند، آلمان و دانمارک بیشترین سخنور و توانایی در هنرهای زبانی را دارد. زبان رایج نشست‌های کمیسیون، شورا و نهادهای اروپایی درحالی به انگلیسی است که تنها دو کشور عضو اتحادیه به زبان انگلیسی محاوره می‌کنند. دولت فرانسه در حال اجرای طرح‌هایی بعداز برگزیت است تا در سال ۲۰۲۲ و همزمان با ریاست این کشور بر کمیسیون اروپا، زبان فرانسوی را جایگزین زبان انگلیسی برای زبان کاری کند. کارشناسان معتقدند که امکان حذف زبان انگلیسی از اتحادیه اروپا بسیار کم است و حتی در صورت حذف از اهمیت این زبان کاسته نخواهد شد؛ زیرا کمابیش تمام سازمان‌های بین‌المللی زبان انگلیسی را به عنوان زبان رسمی خود نگه خواهند داشت؛ زیرا زبان دوم یا زبان خارجه بسیاری از کشورهای برای ارتباط است. علی‌رغم برگزیت (خروج بریتانیا از اتحادیه اروپا)، استفاده از زبان انگلیسی در سراسر اتحادیه اروپا فروکش نکرده‌است. تحقیقات نشان می‌دهد که در بروکسل بسیاری از ساکنان خارجی این شهر نسبت به زبان‌های رسمی فرانسوی یا فلاندری، تسلط بهتری به انگلیسی دارند. منطقه بروکسل پذیرای حجم بالایی از نیروی کار از تمام نقاط اروپا بوده‌است و بسیاری از آن‌ها صحبت کردن به زبان انگلیسی را یک مهارت ضروری برای گذران زندگی مدرن می‌دانند. همچنین برای بسیاری از مهاجرت‌ها به کشورهای مختلف اروپا، نیاز به فراگیری زبان انگلیسی ضروری به نظر می‌رسد. کشورهای اسکاندیناوی بالاترین درصد آموزش صحیح زبان انگلیسی را در جهان دارند. همچنین در میان دانش‌آموزان کشورهای اتحادیه اروپا، زبان انگلیسی رایج‌ترین زبانی است که دانش‌آموزان آن را فراگرفته‌اند.
سیاستمداران فرانسه همیشه، نگرانی‌های خود را از نفوذ گسترده زبان انگلیسی و ضعف زبان فرانسوی ابراز می‌کنند. مارین لوپن نظراتی مبنی بر مقابله با زبان انگلیسی دارد که با نگرانی دربارهٔ زبان فرانسوی صحبت می‌کند. آکادمی فرانسه اظهار دارد؛ استفاده مکرر از واژه‌های انگلیسی در یک سند ملی، خلاف قانون اساسی فرانسه است.
جمهوری چک با خطر انزوا، مواجه است زیرا اعضای آن به زبان کاری این اتحادیه، یعنی زبان انگلیسی، تسلط ندارند.

#### قاره آمریکا

آنگلو-آمریکا

در قاره آمریکا، زبان انگلیسی میان کشورهای آمریکای شمالی زبان رایج و میان کشورهای دیگر زبان دوم یا خارجه است. زبان انگلیسی در کانادا میان انگلیسی‌ها و فرانسوی‌ها مانند آنچه در قاره آفریقا است، مورد مناقشه است. برخی از گروه‌های فعال در حوزه زبان انگلیسی واقع در کانادا قصد دارند علیه لایحه ۹۶ که هدف آن تقویت زبان فرانسوی در استان کِبِک یکی از استان‌های کانادا است؛ اعتراض کنند. معترضان به وضعیت قانونی بودن فرانسوی در کبک معترض نیستند، بلکه به منشور زبان فرانسوی در کبک است معترض اند. این منشور اختیارات بسیاری را به فرانسوی‌های کانادا می‌دهد که انگلیسی‌ها را در اقلیت قرار می‌دهد.